# DGPT2
Un DGPT2 est un relais de protection de transformateur immergé, similaire au relais Buchholz.
Son nom signifie Détection Gaz Pression Température 2 seuils.
Il est équipé de divers détecteurs qui lui permettent de signaler un défaut de présence gaz, de pression ou de température anormales.
Le détecteur de température a deux seuils de détections.

## Source et schéma
- [PDF] Protection des transformateurs contre les défauts internes